# Конфуцианство
Конфуциа́нство (кит. упр. 儒学, пиньинь Rúxué, палл. Жусюэ) — этико-философское учение, разработанное Конфуцием (551—479 до н. э.) и развитое его последователями, вошедшее в религиозный комплекс Китая, Кореи, Японии и некоторых других стран. Конфуцианство является мировоззрением, общественной этикой, политической идеологией, научной традицией, образом жизни, иногда рассматривается как философия, иногда — как религия.
В Китае данное учение известно под названием «школа учёных», «школа учёных книжников» или «школа образованных людей». «Конфуцианство» — западный термин, не имеющий эквивалента в китайском языке.
Конфуцианство возникло как этико-социально-политическое учение в период Чуньцю (722 до н. э. — 481 до н. э.) — время глубоких социальных и политических потрясений в Китае. В эпоху династии Хань конфуцианство стало официальной государственной идеологией, конфуцианские нормы и ценности стали общепризнанными.
В императорском Китае конфуцианство играло роль основной религии и принципа организации государства свыше двух тысяч лет в почти неизменном виде, вплоть до начала XX века, когда учение было заменено на «три народных принципа» Китайской Республики.
Уже после провозглашения КНР, в эпоху Мао Цзэдуна, конфуцианство порицалось как учение, стоящее на пути прогресса. Исследователи отмечают, что несмотря на официальные гонения, конфуцианство фактически присутствовало в теоретических положениях и в практике принятия решений на протяжении как эпохи Мао Цзэдуна так и переходного периода и времени реформ, проводимых под руководством Дэн Сяопина. Ведущие конфуцианские философы остались в КНР и были принуждены «покаяться в своих заблуждениях» и официально признать себя марксистами, хотя фактически писали о том же, чем занимались до революции. В конце 1970-х культ Конфуция начал возрождаться, и в настоящее время конфуцианство играет важную роль в духовной жизни Китая (см. ниже).
Центральными проблемами, которые рассматривает конфуцианство, являются вопросы об упорядочении отношений правителей и подданных, моральных качествах, которыми должен обладать правитель и подчинённый и т. д. (см. ниже) Правление должно осуществляться добродетелью, Конфуций говорил, что управление людьми через предписания и наказания лишь заставит их уклоняться, в то время как ведение добродетелью позволит им самим исправляться из-за испытываемого стыда, а моральная харизма поможет притягивать к себе людей и влиять на них.
Формально в конфуцианстве никогда не было института церкви, но по своей значимости, степени проникновения в душу и воспитания сознания народа, воздействию на формирование стереотипа поведения, оно успешно выполняло функцию религии (см. ниже). При этом сам Конфуций, его последователи и учение характеризуются как агностические.

## Основная терминология
Китайское обозначение конфуцианства не содержит отсылки к личности его основателя: это кит. упр. 儒, пиньинь rú или кит. упр. 儒家, пиньинь  rújiā, то есть «Школа образованных людей». Таким образом, конфуцианская традиция никогда не возводила данной идеологической системы к теоретическому наследию одного-единственного мыслителя. Конфуцианство фактически представляет собой совокупность учений и доктрин, которые изначально стали развитием древних мифологем и идеологем. Данная специфика соответствует принципу Конфуция — «передавать, а не создавать, верить древности и любить её».
Древнее конфуцианство стало воплощением и завершением всего духовного опыта предшествующей национальной цивилизации. В этом смысле используется термин кит. упр. 儒教, пиньинь rújiào.

## Учение Конфуция
Хотя конфуцианство часто называют религией, для него не важны вопросы теологии и в нём нет института церкви. Конфуцианская этика не религиозна. Идеалом конфуцианства является создание гармоничного общества по древнему образцу, в котором всякая личность имеет свою функцию. Гармоническое общество построено на идее преданности (чжун, 忠) — лояльности в отношении между начальником и подчинённым, направленной на сохранение гармонии и самого этого общества. Конфуций сформулировал золотое правило этики: «Не делай человеку того, чего не желаешь себе».

### Пять постоянств праведного человека
- Жэнь （仁） — «человеческое начало», «человеколюбие», «любовь к людям», «милосердие», «гуманность». Это — человеческое начало в человеке, которое является одновременно его долгом. Нельзя сказать, что представляет собой человек, не ответив одновременно на вопрос о том, в чём заключается его нравственное призвание. Говоря по-другому, человек есть то, что он сам из себя делает. Как Ли следует из И, так И следует из Жэнь. Следовать Жэнь значит руководствоваться сочувствием и любовью к людям. Это то, что отличает человека от животного, то есть то, что противостоит звериным качествам дикости, подлости и жестокости. Позже символом постоянства Жэнь стало Дерево.

- И (义 [義]) — «правда», «справедливость». Хотя следование И из собственных интересов не является грехом, справедливый человек следует И так как это правильно. И основано на взаимности: так, справедливо почитать родителей в благодарность за то, что они тебя вырастили. Уравновешивает качество Жэнь и сообщает благородному человеку необходимую твёрдость и строгость. И противостоит эгоизму. «Благородный человек ищет И, а низкий — выгоды». Добродетель И впоследствии была увязана с Металлом.
- Ли (礼 [禮]) — буквально «обычай», «обряд», «ритуал». Верность обычаям, соблюдение обрядов, например почтение к родителям. В более общем смысле Ли — любая деятельность, направленная на сохранение устоев общества. Символ — Огонь. Слово «ритуал» — не единственный русский эквивалент соответствующего китайского термина «ли», который может быть переведён также как «правила», «церемонии», «этикет», «обряд» или, точнее, «обычай». В самом общем виде под ритуалом понимаются конкретные нормы и образцы общественно достойного поведения. Его можно истолковать как своего рода смазку социального механизма.
- Чжи (智) — здравый смысл, благоразумие, «мудрость», рассудительность — умение просчитать следствия своих действий, посмотреть на них со стороны, в перспективе. Уравновешивает качество И, предупреждая упрямство. Чжи противостоит глупости. Чжи в конфуцианстве ассоциировалась с элементом Воды.
- Синь (信) — искренность, «доброе намерение», непринуждённость и добросовестность. Синь уравновешивает Ли, предупреждая лицемерие. Синь соответствует элемент Земли.

Нравственные обязанности, поскольку они материализуются в ритуале, становятся делом воспитания, образования, культуры. Эти понятия у Конфуция не были разведены. Все они входят в содержание категории «вэнь» (первоначально это слово означало человека с разрисованным туловищем, татуировкой). «Вэнь» можно истолковать как культурный смысл человеческого бытия, как воспитанность. Это не вторичное искусственное образование в человеке и не его первичный естественный слой, не книжность и не природность, а их органический сплав.

## Эволюция после Конфуция
История конфуцианства неотделима от истории Китая. На протяжении тысячелетий это учение было системообразующим для китайской системы управления государством и обществом и в своей поздней модификации, известной под названием «неоконфуцианства», окончательно сформировало то, что принято именовать традиционной культурой Китая. До соприкосновения с западными державами и западной цивилизацией Китай был страной, где господствовала конфуцианская идеология.
Тем не менее, выделение конфуцианства в качестве самостоятельной идеологической системы и соответствующей школы связывается с деятельностью конкретного человека, который за пределами Китая известен под именем Конфуций. Это имя возникло в конце XVI века в трудах европейских миссионеров, которые таким образом на латинском языке (лат. Confucius) передали сочетание Кун Фу-цзы (кит. упр. 孔夫子, пиньинь Kǒngfūzǐ), хотя чаще используется имя 孔子 (Kǒngzǐ) с тем же значением «Учитель [из рода/по фамилии] Кун». Подлинное его имя Цю 丘 (Qiū), дословно «Холм», второе имя — Чжун-ни (仲尼Zhòngní), то есть «Второй из глины». В древних источниках это имя приводится как указание на место его рождения: в пещере в недрах глиняного священного холма, куда его родители совершали паломничество. Произошло это в 551 году до н. э. близ современного города Цюйфу (кит. упр. 曲阜, пиньинь Qūfù) в провинции Шаньдун.

### Раннее конфуцианство
После смерти Конфуция его многочисленные ученики и последователи образовали множество направлений, в III веке до н. э. их было, вероятно, около десяти. Хань Фэй (ум. 233 года до н. э.) впервые в ранней литературе называет 8 направлений, о некоторых из которых сохранилось очень мало сведений (см. zh:儒家八派).
В поздние эпохи духовными наследниками Конфуция считаются два мыслителя: Мэн Кэ (Мэн-цзы 孟子) и Сюнь Куан (Сюнь-цзы 荀子), авторы трактатов «Мэн-цзы» и «Сюнь-цзы». Конфуцианству, превратившемуся в авторитетную политическую и идейную силу, пришлось выдержать жестокую конкурентную борьбу с другими авторитетными политико-философскими школами Древнего Китая: моизмом (кит. упр. 墨家, пиньинь mòjiā) и легизмом (кит. упр. 法家, пиньинь fǎjiā). Учение последней стало официальной идеологией первой китайской империи Цинь (221—209 годы до н. э.). Император-объединитель Цинь Шихуанди (правил в 246—210 годы до н. э.) в 213 году до н. э. развернул жестокие репрессии против конфуцианцев. Значительная часть учёных-конфуцианцев была отстранена от политической и интеллектуальной деятельности, а 460 оппозиционеров были закопаны живьём, были уничтожены тексты конфуцианских книг. Те, что дошли до наших дней, были восстановлены по устной передаче уже во II веке до н. э. Этот период в развитии конфуцианства именуется ранним конфуцианством.
Выдержав жестокую конкурентную борьбу, конфуцианство при новой династии — Хань (206 год до н. э. — 220 год н. э.) во II—I веках до н. э. стало официальной идеологией империи. В этот период произошли качественные изменения в развитии конфуцианства: учение разделилось на ортодоксальное (古文經學 «Школа канона древних знаков») и неортодоксальное (今文經學 «Школа канона современных знаков»). Представители первого утверждали незыблемость авторитета Конфуция и его учеников, абсолютную значимость их идей и непреложность заветов, отрицали любые попытки ревизии наследия Учителя. Представители второго направления, возглавляемые «Конфуцием эпохи Хань» — Дун Чжуншу (179—104 годы до н. э.), настаивали на творческом подходе к древним учениям. Дун Чжуншу удалось, используя учения конкурирующих интеллектуальных школ, создать целостную доктрину, охватывающую все проявления природы и общества, и обосновать с её помощью теорию общественно-государственного устройства, которая была заложена Конфуцием и Мэн-цзы. Учение Дун Чжуншу в западном китаеведении именуется классическим конфуцианством. Учение Конфуция в его интерпретации превратилось во всеобъемлющую мировоззренческую систему, поэтому стало официальной идеологией централизованного государства.
В период Хань конфуцианство определило всю современную политико-культурную ситуацию в Китае. В 125 году до н. э. была учреждена Государственная академия (太學 или 國學), объединившая функции центрального гуманитарного теоретического центра и учебного заведения. Так появилась знаменитая система экзаменов кэцзюй, по результатам которой присваивалась тогда степень «придворного эрудита» (博士 bóshì). Однако теория государства тогда гораздо больше опиралась на даосские и легистские идеи.
Окончательно конфуцианство стало официальной идеологией империи гораздо позднее, при императоре Мин-ди (明帝 Míngdì, правил в 57—75 годах). Это повлекло за собой складывание конфуцианского канона: унификацию древних текстов, составление списка канонических книг, которые использовались в системе экзаменов, и создание культа Конфуция с оформлением соответствующих церемоний. Первый храм Конфуция был воздвигнут в VI веке, а наиболее почитаемый был сооружён в 1017 году на месте рождения Учителя. Он включает в себя копию семейного дома Кунов, знаменитый холм и культовый ансамбль. Канонический образ Конфуция — густобородого старца сложился ещё позднее.

### Неоконфуцианство
В период укрепления имперской государственности, при династии Тан (唐, 618—907 годы) в Китае происходили существенные изменения в области культуры, всё бо́льшее влияние в государстве приобретало новое — буддийское течение (佛教 fójiào), ставшее важным фактором в политической и экономической жизни. Это потребовало и существенной модификации конфуцианского учения. Инициатором процесса стал выдающийся политический деятель и учёный Хань Юй (韓愈 Hán Yù, 768—824). Деятельность Хань Юя и его учеников привела к очередному обновлению и преобразованию конфуцианства, которое в европейской литературе получило название неоконфуцианства. Историк китайской мысли Моу Цзунсань полагал, что разница между конфуцианством и неоконфуцианством такая же, как и между иудаизмом и христианством.
В XIX в. китайской цивилизации пришлось пережить значительный по масштабам духовный кризис, последствия которого не преодолены по сей день. Связано это было с колониальной и культурной экспансией западных держав. Результатом её стал распад имперского общества, и мучительный поиск китайским народом нового места в мире. Конфуцианцам, не желавшим поступаться традиционными ценностями, пришлось изыскивать пути синтеза традиционной китайской мысли с достижениями европейской философии и культуры. В результате, по мнению китайского исследователя Ван Бансюна (王邦雄), после войн и революций, на рубеже XIX—XX вв. сложились следующие направления в развитии китайской мысли:
1. Консервативное, опирающееся на конфуцианскую традицию и ориентирующееся на Японию. Представители: Кан Ювэй, Лян Цичао, Янь Фу (嚴復, 1854—1921), Лю Шипэй (刘师培, 1884—1919).
2. Либерально-западническое, отрицающее конфуцианские ценности, ориентирующееся на США. Представители: Ху Ши (胡適, 1891—1962) и У Чжихуй (吴志辉, 1865—1953).
3. Радикально-марксистское, русификаторское, также отрицающее конфуцианские ценности. Представители: Чэнь Дусю (陳獨秀, 1879—1942) и Ли Дачжао (李大钊, 1889—1927).
4. Социально-политический идеализм, или суньятсенизм (三民主義 или孫文主義). Представители: Сунь Ятсен (孙中山, 1866—1925), Чан Кайши (蔣介石, 1886—1975), Чэнь Лифу (陳立夫, 1899—2001).
5. Социально-культурологический идеализм, или современное неоконфуцианство (当代新儒教 dāngdài xīn rújiào).

В числе представителей первого поколения современного неоконфуцианства включаются следующие мыслители: Чжан Цзюньмай (англ. Carsun Chang) (张君劢, 1886—1969), Сюн Шили (熊十力, 1885—1968) и Лян Шумин. Двое последних мыслителей после 1949 года остались в КНР, и на долгие годы исчезли для западных коллег. В философском отношении они пытались осмыслить и модернизировать духовное наследие Китая при помощи индийского буддизма, заложив в Китае основы сравнительной культурологии.
Второе поколение современных неоконфуцианцев выросло на Тайване и в Гонконге после Второй мировой войны, все они — ученики Сюн Шили. Представители: Тан Цзюньи (唐君毅, 1909—1978), Моу Цзунсань (牟宗三, 1909—1995), Сюй Фугуань (徐複觀, 1903—1982). Особенностью метода данных мыслителей было то, что они пытались наладить диалог традиционной китайской и современной западной культуры и философии. Результатом их деятельности стал опубликованный в 1958 году «Манифест китайской культуры людям мира» (《为中国文化敬告世界人士宣言》, англ. «A Manifesto for a Re-Appraisal of Sinology and Reconstruction of Chinese Culture»).
Последнее по времени конфуцианское течение формируется в 1970-е годы в США, в рамках совместной работы американских китаеведов и приехавших из Китая исследователей, учившихся на Западе. Данное направление, призывающее к обновлению конфуцианства с использованием западной мысли, называется «новым конфуцианством» или «постконфуцианство» (後儒家hòu rújiā). Ярчайшим его представителем является Ду Вэймин (杜維明, род. 1940), работающий одновременно в Китае, США и на Тайване. Его влияние на интеллектуальные круги США столь значительно, что американский исследователь Роберт Невилл (род. 1939) даже ввёл в употребление полушутливый термин «Бостонское конфуцианство» (Boston Confucianism). Это указывает на то, что в Китае в XX в. произошёл самый мощный за всю его историю духовный сдвиг, вызванный культурным шоком от слишком резкого соприкосновения с принципиально чуждыми моделями культуры и образа жизни, и попытки его осмысления, даже ориентированные на китайское культурное наследие, выходят за рамки собственно конфуцианства.
Таким образом, за более чем 2500-летнее существование конфуцианство сильно менялось, оставаясь при этом внутренне цельным комплексом, использующим одинаковый базовый набор ценностей.

## Состав конфуцианского канона
Конфуцианская традиция представлена обширным рядом первоисточников, которые позволяют реконструировать собственно учение, а также выявить способы функционирования традиции в различных формах жизни китайской цивилизации.
Конфуцианский канон складывался постепенно и распадается на два набора текстов: «Пятикнижие» и «Четверокнижие». Второй набор окончательно стал каноническим уже в рамках неоконфуцианства в XII веке. Иногда эти тексты рассматриваются в комплексе (《四書五經》Sìshū Wǔjīng). С конца XII века стало публиковаться и «Тринадцатикнижие» (《十三經》shísānjīng).
Термин «Пять канонов» («Пятиканоние») появился в правление ханьского императора У-ди (漢武帝, 140 — 87 гг. до н. э.). К тому времени большинство аутентичных текстов было утрачено, а реконструированные по устной передаче тексты были записаны «уставным письмом» (隸書lìshū), введённым Цинь Шихуанди. Особое значение для школы Дун Чжун-шу, полагающей эти тексты каноническими, приобрёл комментарий 左氏傳 (zuǒ shì zhuán) к летописи春秋 (Chūnqiū). Считалось, что её текст содержит множество аллегорий, а комментарий акцентирует «великий смысл» (大義dàyì) и помогает выявить «сокровенные речи» (微言 wēiyán) с точки зрения конфуцианской морально-политической доктрины. Школа Дун Чжун-шу также широко пользовалась апокрифами (緯書wěishū) для гадания по текстам канонов.
В I в. до н. э. ситуация резко изменилась, ибо конкурирующая школа канона древних знаков (古文經學gǔwén jīngxué) заявила, что аутентичными являются тексты, написанные древними знаками, которые якобы обнаружены при реставрации дома Конфуция замурованными в стене (壁經bìjīng, «Каноны из стены»). На канонизации этих текстов настаивал Кун Ань-го (孔安國), потомок Конфуция, но получил отказ. В 8 г. на престол империи взошёл узурпатор Ван Ман (王莽, 8 — 23 гг.), провозгласивший Новую династию (дословно: 新). В целях легитимации собственной власти он стал присуждать звание эрудита (博士) знатокам «канонов древних знаков». Эта школа оперировала понятием六經 (liùjīng), то есть «Шестиканоние», в состав которых входили тексты «Пяти канонов» плюс утраченный ещё в древности «Канон музыки» (《樂經》yuè jīng). Тексты, записанные старыми и новыми знаками, резко отличались друг от друга не только в текстологическом отношении (различная разбивка на главы, состав, содержание), но и с точки зрения идеологии. Школа канонов древних знаков числила своим основателем не Конфуция, а основателя династии Чжоу — Чжоу-гуна (周公). Считалось, что Конфуций был историком и учителем, который добросовестно передавал древнюю традицию, не добавляя от себя ничего. Вновь соперничество школ старых и новых знаков вспыхнет в XVIII в. на совершенно иной идеологической основе.

## Основные понятия конфуцианства и его проблематика

### Базовые понятия
Если же обратиться к собственно конфуцианскому канону, то выяснится, что основных категорий мы можем выделить 22 (в качестве вариантов перевода указываются лишь самые распространённые в отечественной литературе значения и толкования)
В Японии эпохи Токугава (Фукан) закрепилось представление о «пяти постоянствах» (五常 — у-чан) конфуцианства: человеколюбие (жэнь, 仁), долг (и, 義), ритуал (ли, 禮), знание (чжи, 智), искренность (синь, 信).. Также в конфуцианстве присутствовали и другие понятия:
1. 道 (dào) — Дао, Дао-путь, Путь, истина, способ, метод, правило, обычай, мораль, нравственность.
2. 德 (dé) — Дэ, благая сила, мана (по Е. А. Торчинову), моральная справедливость, человечность, честность, сила души, достоинство, милость, благодеяние.
3. 材 (cái) — Цай, способности, талант, талантливый человек, природа человека, материал, заготовка, древесина, характер, натура, гроб.
4. 孝 (xiào) — принцип сяо, почитание родителей, усердное служение родителям, усердное исполнение воли предков, усердное исполнение сыновнего (дочернего) долга, траур, траурная одежда.
5. 悌 (tì) — Ти, уважение к старшим братьям, почтительное отношение к старшим, уважение, любовь младшего брата к старшему.
6. 勇 (yǒng) — Юн, храбрость, отвага, мужество, солдат, воин, ополченец.
7. 忠 (zhōng) — Чжун, верность, преданность, искренность, чистосердечие, быть внимательным, быть осмотрительным, служить верой и правдой.
8. 順 (shùn) — Шунь, послушный, покорный, благонамеренный, следовать по…, повиноваться, ладиться, по душе, по нраву, благополучный, в ряд, подходящий, приятный, упорядочивать, имитировать, копировать, приносить жертву (кому-либо).
9. 和 (hé) — Хэ, гармония, мир, согласие, мирный, спокойный, безмятежный, соответствующий, подходящий, умеренный, гармонировать с окружающим, вторить, подпевать, умиротворять, итог, сумма. По Л. С. Переломову: «единство через разномыслие».
10. 三綱 (sāngāng) — Саньган, Три устоя (абсолютная власть государя над подданным, отца над сыном, мужа над женой). Дун Чжун-шу, как мы увидим далее, ввёл понятие 三綱五常 (sāngāngwŭcháng) — Саньганучан, «Три устоя и пять незыблемых правил» (подчинение подданного государю, подчинение сына отцу и жены — мужу, человечность, справедливость, вежливость, разумность и верность).
11. 君子 (jūnzǐ) — Цзюнь-цзы, благородный муж, совершенный человек, человек высших моральных качеств, мудрый и абсолютно добродетельный человек, не делающий ошибок. В древности: «сыновья правителей», в эпоху Мин — почтительное обозначение восьми деятелей школы Дунлинь (東林黨)2.
12. 小人 (xiǎorén) — Сяожэнь, низкий человек, подлый люд, маленький человек, антипод цзюнь-цзы, простой народ, малодушный, неблагородный человек. Позднее стало использоваться в качестве уничижительного синонима местоимения «я» при обращении к старшим (властям или родителям).
13. 中庸 (zhōngyōng) — Чжунъюн, золотая середина, «Срединное и неизменное» (как заглавие соответствующего канона), посредственный, средний, заурядный.
14. 大同 (dàtóng) — Датун, Великое Единение, согласованность, полная гармония, полное тождество, общество времён Яо (堯) и Шуня (舜).
15. 小康 (xiăokāng) — Сяокан, небольшой (средний) достаток, состояние общества, в котором изначальное Дао утрачено, среднезажиточное общество.
16. 正名 (zhèngmíng) — «Исправление имён», приводить названия в соответствие с сущностью вещей и явлений.

### Проблематика
В оригинальном названии конфуцианского учения отсутствует указание на имя его создателя, что соответствует исходной установке Конфуция — «передавать, а не создавать самому». Этико-философское учение Конфуция было качественно новаторским, но он идентифицировал его с мудростью древних «святых совершенномудрых», выраженных в историко-дидактических и художественных сочинениях (Шу-цзин и Ши-цзин). Конфуций выдвинул идеал государственного устройства, в котором при наличии сакрального правителя реальная власть принадлежит «учёным» (жу), которые совмещают в себе свойства философов, литераторов и чиновников. Государство отождествлялось с обществом, социальные связи — с межличностными, основа которых усматривалась в семейной структуре. Семья выводилась из отношений между отцом и сыном. С точки зрения Конфуция, функция отца была аналогична функции Неба. Поэтому сыновняя почтительность была возведена в ранг основы добродетели-дэ.

## Оценки конфуцианства как учения
Ряд религиоведов относят конфуцианство к религии, высшим божеством в которой считалось строгое и ориентированное на добродетель Небо, а в качестве великого пророка выступал не вероучитель, возглашающий истину данного ему божественного откровения, подобно Иисусу, а мудрец Конфуций, предлагающий моральное усовершенствование в рамках строго фиксированных, освящённых авторитетом древности этических норм; главным же объектом конфуцианского культа были духи предков. В виде церемониальных норм конфуцианство проникало в качестве эквивалента религиозного ритуала в жизнь каждого китайца.
Конфуций заимствовал первобытные верования: культ умерших предков, культ Земли и почитание древними китайцами своего верховного божества и легендарного первопредка Шан-ди. Впоследствии он стал ассоциироваться с Небом как высшей божественной силой, определяющей судьбу всего живого на Земле. Генетическая связь с этим источником мудрости и силы была закодирована и в самом названии страны — «Поднебесная», и в титуле её правителя — «Сын Неба», сохранившемся до XX века.
Вопрос о религиозном наполнении конфуцианского учения остаётся открытым, хотя большинство китаеведов отвечают на него, скорее, отрицательно.

### Религия (иезуиты, XVI век)
Вопрос о том, является ли конфуцианство религией, был поставлен первыми европейскими китаеведами XVI века — монахами Ордена иезуитов, созданного для борьбы с ересями и обращения в христианство всех народов земного шара. Ради успешного обращения, миссионеры пытались интерпретировать господствующую идеологию, то есть неоконфуцианство, как религию, причём в христианских категориях, как единственно им знакомых.
Первым великим миссионером-синологом XVI—XVII веков был Маттео Риччи (кит. 利瑪竇Lì Mǎdòu, 1552—1610). Риччи стал создателем религиозно-культурологической теории, ставшей основой миссионерской деятельности в Китае, — теистического истолкования наследия древнекитайской (доконфуцианской) традиции до её полного примирения с католицизмом. Главной методологической основой данной теории стала попытка создания совместимой с христианством интерпретации предконфуцианской и раннеконфуцианской традиции. Риччи, как и его преемники, исходил из того, что в древности китайцы исповедовали единобожие, но при упадке этого представления не создали стройной политеистической системы, подобно народам Ближнего Востока и античной Европы. Потому конфуцианство он оценивал как «секту учёных», которую естественно избирают китайцы, занимающиеся философией. Согласно Риччи, конфуцианцы не поклоняются идолам, веруют в одно божество, сохраняющее и управляющее всеми вещами на земле. Однако все конфуцианские доктрины половинчаты, ибо не содержат учения о творце и, соответственно, о творении мироздания. Конфуцианская идея воздаяния относится лишь к потомкам и не содержит понятий о бессмертии души, рае и аде. Вместе с тем Риччи отрицал религиозный смысл конфуцианских культов. Учение же «секты книжников» направлено на достижение общественного мира, порядка в государстве, благосостояния семьи и воспитание добродетельного человека. Все эти ценности соответствуют «свету совести и христианской истине».
Совершенно иным было отношение М. Риччи к неоконфуцианству. Основным источником для исследования этого феномена является катехизис Тяньчжу ши и (《天主实录》, «Подлинный смысл Небесного Господа», 1603 г.). Несмотря на симпатию к первоначальному конфуцианству, чьи доктрины о бытии-наличии (有yǒu) и искренности «могут содержать зерно истины», неоконфуцианство стало объектом его яростной критики. Особое внимание Риччи уделил опровержению космологических представлений о Великом пределе (Тай цзи 太極). Естественно, он заподозрил, что порождающий мироздание Великий предел является языческой концепцией, преграждающей образованному конфуцианцу путь к истинному Богу. В своей критике неоконфуцианства он был вынужден обильно прибегать к европейской философской терминологии, едва ли понятной даже самым образованным китайцам того времени. Главной миссионерской задачей Риччи было доказать, что Великий предел не мог предшествовать Богу и порождать его. Он равным образом отвергал идею объединения человека и мироздания посредством понятия ци (氣, пневмы-субстрата, aura vitalis миссионерских переводов). Чрезвычайно важной была полемика с конфуцианскими представлениями о человеческой природе. М. Риччи не стал оспаривать фундаментальной предпосылки конфуцианской традиции, соглашаясь с тем, что изначальная природа человека добра, — данный тезис не вступал в противоречие с доктриной о первородном грехе.
Изучение традиционных китайских философских учений было необходимо миссионеру для практических надобностей, но при этом Риччи должен был рассуждать с позиций своих оппонентов. Риччи, в первую очередь, необходимо было объяснить образованным китайцам, почему они ничего не слышали о Боге, и сделать это можно было только с конфуцианской позиции «возвращения к древности» (復古фу гу). Он пытался доказывать, что подлинная конфуцианская традиция была религией Бога (上帝Шан ди), а неоконфуцианство потеряло с ней всякую связь. Лишённая монотеистического (и даже теистического, как это окажется позднее) содержания неоконфуцианская традиция трактовалась Риччи только как искажение подлинного конфуцианства. (Подобной точки зрения придерживались и китайские мыслители-современники Риччи Гу Янь-у и Ван Чуань-шань, однако направление критики было принципиально различным). Неоконфуцианство для Риччи было неприемлемо ещё и потому, что считало мироздание единым, не отделяя, таким образом, творца от тварей, помещая обоих в разряд тварного бытия — происходящего от безличного Тай цзи.
Перечисленные моменты определили на столетия отношение европейских синологов к проблемам философского неоконфуцианства в Китае. Китайские мыслители XX века, обратившись к исследованию данной проблемы, начали рассуждения примерно на том же теоретическом уровне, что и европейские мыслители XVIII века. В частности, Жэнь Цзи-юй (任继愈, р. 1916) утверждал, что именно неоконфуцианство и стало конфуцианской религией, однако она отличается от европейской: для Европы характерно разграничение религии, философии и науки, а в Китае они были интегрированы при господстве религии.

### Атеизм (XVIII—XX века)
Те же миссионеры, и европейские Просветители, оперирующие их фактическим и теоретическим материалом поставили проблему прямо противоположным образом: конфуцианство является атеизмом. Уже Пьер Пуавр (1719—1786) утверждал, что конфуцианство показывает оптимальную модель управления атеистическим обществом. Многие последующие исследователи, например, Н. И. Зоммер, также указывали, что с точки зрения европейской науки и философии учения конфуцианцев являются чисто атеистическими или, по крайней мере, пантеистическими. Такой же точки зрения придерживался позднее китайский исследователь Ян Сян-куй (杨向奎, 1910—2000).
Резко выступал против трактовки конфуцианства как религии Фэн Юлань. Он подчёркивал, что иероглиф 教 (jiāo) — «учение» в древнем обозначении конфуцианства не должен пониматься в том же значении, в каком он входит в современное слово 宗教 (zōngjiào) — «религия». Фэн Юлань, получивший образование и долго работавший в США, утверждал, что для религии специфично не просто признание существования духовного мира, а признание его существования в конкретных формах, что конфуцианству чуждо. Конфуцианцы не приписывали Конфуцию никаких сверхъестественных свойств, он не творил чудес, не проповедовал веры в царство не от мира сего, или рай, не призывал почитать какое-либо божество и не имел боговдохновенных книг. Носителем религиозных идей в Китае был буддизм.

### Влияние на Западную Европу (по Чжу Цяньчжи)
Крайнюю точку зрения на конфуцианство как на атеизм продемонстрировал очень оригинальный китайский мыслитель Чжу Цяньчжи (朱謙之, 1899—1972). Однако его позиция такова, что А. И. Кобзев называл её «экстравагантной». С 1930-х годов этот мыслитель разрабатывал теорию стимулирующего воздействия китайской цивилизации на Западную Европу. Он пришёл к следующим выводам: а) европейский Ренессанс порождён «четырьмя великими изобретениями» — бумагой, печатным делом, компасом и порохом, появившимися на Западе через посредничество монголов и арабов; б) связь европейской и китайской цивилизаций осуществлялась в три этапа: 1) «материальный контакт»; 2) «контакт в сфере искусства»; 3) «непосредственный контакт».
«Непосредственный контакт» был связан с деятельностью миссионеров-иезуитов в Китае и исследованием неоконфуцианства. Для эпохи Просвещения Конфуций был одним из идеологических ориентиров, а конфуцианство — источником прогресса философии. Именно иезуиты привезли в Европу представление об атеизме конфуцианства. Влияние китайской философии на Германию проявилось в создании новой реальности — просветительском монархическом либерализме. Влияние китайской философии на Францию привело к созданию искусственного идеала — идеологии революции, направленной на разрушение. Непосредственно китайская философия сформировала взгляды Ф. М. Вольтера, П. А. Гольбаха, Ш. Л. Монтескьё, Д. Дидро и др. Диалектика Г. Гегеля — китайского происхождения. Диалектика «Феноменологии духа» (1807) находит соответствие с конфуцианским каноном.

### Влияние на современное общество
Как отмечает В. Малявин: «С начала 1990-х и в Азии, и в Америке… одна за другой проводятся международные конференции для китайцев и китайских эмигрантов, на которых… муссируется мысль о том, что именно наследие Конфуция служит залогом величия и мощи Срединного государства».
Конфуцианство сформировало в Китае и Юго-Восточной Азии трудовую этику, которая включает веру в ценность напряжённого труда, преданность организации, бережливость, самоотдачу, гармонию отношений, любовь к образованию и мудрости, а также озабоченность социальной благопристойностью. Конфуцианство стало базисом специфичных для региона практик управления и идеологии китайского менеджмента.